# 49 (число)
49 (со́рок де́в'ять) — натуральне число між 48 і 50.

## Математика
- 49 є квадратом 7
- 49 є щасливим числом

### Значення деяких функцій
- φ(49) = 42
- μ(49) = 0
- M(49) = -3

## Дати
- 49 рік
- 49 до н. е.

## Хімія
49 є атомним номером індію.